# Національна бібліотека Белізу
Національна бібліотека Белізу (англ. Belize National Library) — заснована у 1825 році. Це сховище примірників всіх книг, виданих у цій карибській країні. Частина Національної бібліотечної служби Белізу (англ. Belize National Library Service and Information System). Вона розташовується у місті Беліз. У 1935 році була заснована Ювілейна бібліотека (Jubilee Library) — служба публічної бібліотеки. З 1977 року бібліотека розробляє бібліографію, яка включає всі книги та брошури, видані в Белізі, незалежно від національності автора.
Бібліотека керується Радою директорів, що складається з десяти членів, вісім з яких призначаються міністром освіти, щоб представляти різні верстви суспільства Белізу.
Громадяни Белізу можуть використовувати бібліотеку після подачі заявки на членську карту, яка коштує 13 доларів. Негромадяни можуть отримати карту за 43 долари, 40 з яких підлягають поверненню при виїзді з країни.
Бібліотека використовує десяткову класифікацію Дьюї.
У 1990 році бібліотека містила 130 000 томів. Заклад надає доступ до своїх колекцій в режимі онлайн у рамках співпраці з Карибською цифровою бібліотекою (Digital Library of the Caribbean). Це мапи, листівки, найцінніші книги та поштові марки. Він також придбав доступ до бази даних EBOSKO, і кожен громадянин країни може ним користуватися.